# Vladimír Vrzal
Vladimír Vrzal (* 1925) je bývalý český fotbalový obránce. Během fotbalové kariéry dokázal vystudovat medicínu a později se věnoval lékařské praxi.

## Hráčská kariéra
V nejvyšší soutěži hrál za SK Židenice/Zbrojovku Brno, aniž by skóroval.
Urostlý levý obránce vytvořil ve 40. letech 20. století skvělou dvojici s Eduardem Vaňkem. Měl vynikající fyzické předpoklady, které uplatňoval především v hlavičkových soubojích. Do první ligy naskočil jako dorostenec v sezoně 1943/44, končil po sestupu v ročníku 1949.

### Prvoligová bilance
| Ročník          | Zápasy | Góly | Minuty | Klub           |
| --------------- | ------ | ---- | ------ | -------------- |
| I. liga 1943/44 | 21     | 0    | –      | SK Židenice    |
| I. liga 1945/46 | 18     | 0    | –      | SK Židenice    |
| I. liga 1946/47 | 5      | 0    | –      | SK Židenice    |
| I. liga 1949    | 9      | 0    | –      | Zbrojovka Brno |
| CELKEM I. LIGA  | 53     | 0    | –      |                |